# Децата на хората
„Децата на хората“ (на английски: Children of Men) е американско-английски научнофантастичен филм от 2006 г.

## Сюжет
Внимание:  Текстът по-долу разкрива сюжета на произведението (или части от него)!
Действието с развива в близкото бъдеще, 2027 г. В резултат на неизвестен катаклизъм, в целия свят, от около 18 години, жените не могат да забременяват. В условията на световен упадък, Великобритания все още успява да запази някаква стабилност, превръщайки се в полицейска държава. Загатва се съществуването на мистериозния „Проект Човечество“ – екип от учени опитващи се да решат проблема с безплодието. От цял свят прииждат емигранти и бежанци, държани в лоши условия. Нелегална групировка („Рибите“) се бори срещу властта. Бивш активист (Фарън) бива отново привлечен от организацията, с молба за съдействие. С навлизането в нелегалните структури, Фарън открива, че Рибите укриват бременна (Кий). Открива също и сериозни разногласия в организацията. Фарън успява да избяга от Рибите, взимайки Кий. Още преди да я свърже с учените от „Проект Човечество“, Кий ражда живо дете.

## Актьорски състав
| Актьор           | Роля           |
| Клайв Оуен       | Телониъс Фарън |
| Джулиан Мур      | Джулиън Тайлър |
| Майкъл Кейн      | Джаспър        |
| Чуетел Еджиофор  | Люк            |
| Чарли Хънам      | Патрик         |
| Клеър-Хоуп Ашити | Кий            |

## Награди и номинации
| Награда                              | Категория                       | Номиниран(и)                                                         | Резултат  |
| ------------------------------------ | ------------------------------- | -------------------------------------------------------------------- | --------- |
| Награди на филмовата академия на САЩ | Най-добър адаптиран сценарий    | Алфонсо Куарон, Тимъти Секстън, Дейвид Арата, Марк Фъргъс, Хок Остби | номинация |
| Награди на филмовата академия на САЩ | Най-добра кинематография        | Емануел Любецки                                                      | номинация |
| Награди на филмовата академия на САЩ | Най-добър филмов монтаж         | Алфонсо Куарон, Алекс Родригес                                       | номинация |
| Награда на БАФТА                     | Най-добра кинематография        | Емануел Любецки                                                      | награда   |
| Награда на БАФТА                     | Най-добър дизайн на продукцията | Най-добър дизайн на продукцията                                      | награда   |
| Награда на БАФТА                     | Най-добри визуални ефекти       | Най-добри визуални ефекти                                            | номинация |

## Интересни факти
Филмът е един от малкото, в които се използват специално разработени камуфлажни десени (правителствените войници в края на филма), а не реално съществуващи униформи.